# ハイファ大学

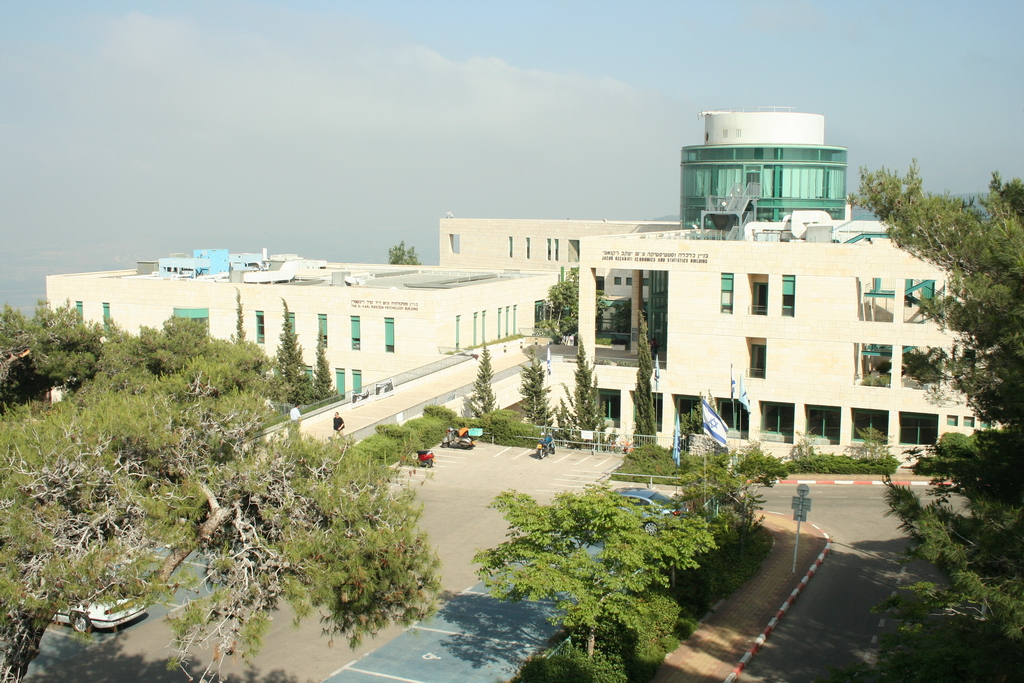
キャンパス

ハイファ大学（ハイファだいがく、ヘブライ語: אוניברסיטת חיפה, ラテン文字転写: Universitat Ḥeifa、英: University of Haifa）は、イスラエルのハイファにある大学。1963年創立。ハイファにおいては自然科学分野で有名なテクニオン大学もあるため、ハイファ大学は主に人文科学や社会科学を中心として学ぶことができる。

## 附属施設
- キブツ研究ユニット

## 出身著名人
- アシュラフ・バルフーム - 俳優
- レダ・マンスール
- ヨーハーナーン・ウォーラック
- ハニーン・ズアビー - クネセト議員